# Kristallisator
Een kristallisator is een apparaat waarin een kristallisatieproces kan worden uitgevoerd. Dit betekent dat er vanuit een oververzadigde oplossing kristallen worden geproduceerd. Er zijn vele verschillende typen kristallisatoren, afhankelijk van het te produceren product. De meeste kristallisatoren vallen echter in goed-definieerbare categorieën.
Een belangrijke overweging is of de procesvoering batch of continu moet worden uitgevoerd. Voor de productie van kleine batches zijn vaak minder complexe kristallisatoren vereist. Batch-uitgevoerde processen worden toegepast bij productiehoeveelheden tot 5 kton per jaar. Dit is meestal het geval voor fijne chemicaliën, voedingsadditieven en farmaceutische producten. Batch of continu procesvoering wordt toegepast bij productiehoeveelheden van 5 tot 20 kton per jaar. Boven de 20 kton per jaar is continue operatie economisch gezien het meest aantrekkelijk.
De drie basistypen kristallisatoren voor continue productie zijn:
- Geforceerde circulatie kristallisator: dit type kristallisator heeft een hoge circulatie door de externe warmtewisselaar, waardoor de warmteoverdracht verbetert en het aankoeken van product wordt geminimaliseerd.

- Draft-tube (DT) kristallisator: Deze kristallisatoren zijn uitgevoerd met een zogenaamde draft-tube, die door een hoge interne circulatie zorgt voor efficiënt mixen. De kristallisatoren kunnen uitgevoerd worden met zogenoemde baffles (aangeduid met DTB), waardoor een niet-gemixte ruimte ontstaat. Hierdoor wordt een bezinkzone gecreëerd, waarmee de dichtheid van de oplossing en de verwijdering van een overmaat nuclei kan worden gereguleerd.

- Gefluïdiseerd bed kristallisator (Oslo-Krystal): In dit type kristallisator wordt een gefluïdiseerd bed verkregen door het omhoog stromen van oververzadigde vloeistof. Deze kristallisator is ontworpen voor de productie van grote, uniforme kristallen.

Alle typen kristallisatoren zijn uitgevoerd met een warmtewisselaar, die een koel- of verwarmingsfunctie kan hebben (het kristallisatieproces is gebaseerd op respectievelijk koeling of verdamping).